# Извору де Сус (Арђеш)
Извору де Сус (рум. Izvoru de Sus) насеље је у Румунији у округу Арђеш. Oпштина се налази на надморској висини од 362 m.

## Становништво
Према подацима из 2002. године у насељу је живело 280 становника, од којих су сви румунске националности.